# Sheila d'Oxum
Sheila de Oxum, conhecida como Mãe Sheila D'Oxum é uma ialorixá brasileira.

## História
Foi iniciada no Rio de Janeiro em 1976 por Josertina da Cruz Lessa (Mameto Oya Ice), filha de santo de MonaDewi, também conhecida como Vó Nanã, fundadora de uma conceituada casa de tradição Banto em Aracaju-SE da raiz Bate Folha. Na década de 80 passou a fazer parte do candomblé Queto ao tomar suas obrigaçõs com Baba Beto de Ajaguna.
Em 1993, fundou sua "Casa de Santo", o Ilê Axé Afim Ababi Oxum (Ilé Àṣe Àáfin Àbàmì Òṣun), em Campos Elíseos, bairro de Duque de Caxias, na região metropolitana do Rio de Janeiro, onde funcionou por alguns anos. Posteriormente, o Ilê Axé mudou-se para Nova Iguaçu, à Rua Berenice Costa, 26.
Mãe Sheila D'Oxum é divulgadora e defensora das culturas Afro e Afro-brasileira. Desenvolve um trabalho de esclarecimento e entendimento aos seus filhos de santo, e procura informar ao máximo o povo em geral, através de programas de rádio e palestras, a respeito da cultura e da religiosidade afro que já foi tão reprimida no passado, e é discriminada ainda nos dias de hoje.